# 古达尔兹二世
古达尔兹二世是安息帝國之王，西元40年至51年在位。他是阿爾達班二世的養子。

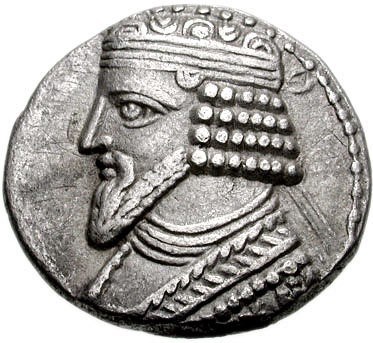
戈達斯二世的錢幣

當阿爾達班二世於40年去世，戈達斯與其子瓦爾丹一世爭奪王位，直到瓦爾丹於46年死亡。不久後戈達斯也於51年去世，王位由阿爾達班二世之弟、阿特羅帕特尼國王沃諾奈斯二世繼承。